# پلی آرتریت
پلی آرتریت (به انگلیسی: Polyarthritis) ( ترجمه فارسی ) به دو معنی در پزشکی استفاده می‌شود:
۱.پلی آرتریت (Polyarthritis) به برخی از انواع التهاب مفصلی گفته می‌شود که پنج مفصل یا بیشتر را درگیر می‌کنند، این علامت در بیماریهایی مانند آرتریت روماتوئید، لوپوس اریتماتوی سیستمیک و ... دیده می‌شود .
۲.پلی آرتریت (Polyarteritis) به برخی از انواع التهاب عروقی (واسکولیت) گفته می‌شود که شریانهای با اندازه متوسط را درگیر می‌سازند . معمولاً درگیری عروق به دلیل واکنشهای ایمنی است . از معروفترین این واسکولیتها پلی آرتریت ندوزا است .

## مراجع
- ویکی‌پدیای انگلیسی

<http://en.wikipedia.org/wiki/Polyarthritis="ویکی‌پدیا">
<http://en.wikipedia.org/wiki/Polyarteritis="ویکی‌پدیا">